# جاك أير
جاك أير هو عازف بيانو وملحن كندي، ولد في 1894 في ديفون في المملكة المتحدة، وتوفي في 1977.